# Novoduguinó
Novoduguinó (ruso: Новодугино́) es un asentamiento rural y pueblo (seló) de Rusia, capital del raión homónimo en la óblast de Smolensk.
En 2021, el territorio del asentamiento tenía una población de 4124 habitantes, de los cuales 3839 vivían en el pueblo de Novoduguinó y el resto repartidos en 28 pedanías.
Fue fundado en 1887 como un poblado ferroviario en un área rústica del uyezd de Sychovka. En 1887-1888 se construyó aquí la estación ferroviaria del vecino pueblo de Duguinó, en la línea de Viazma a Rzhev. El pueblo adoptó su topónimo actual en 1904. Es capital distrital desde 1929, cuando se fundó la Óblast Occidental.
Se ubica en un área rural del noreste de la óblast, a medio camino entre Viazma y Zubtsov.

## Clima
| Parámetros climáticos promedio de Novoduguinó | Parámetros climáticos promedio de Novoduguinó | Parámetros climáticos promedio de Novoduguinó | Parámetros climáticos promedio de Novoduguinó | Parámetros climáticos promedio de Novoduguinó | Parámetros climáticos promedio de Novoduguinó | Parámetros climáticos promedio de Novoduguinó | Parámetros climáticos promedio de Novoduguinó | Parámetros climáticos promedio de Novoduguinó | Parámetros climáticos promedio de Novoduguinó | Parámetros climáticos promedio de Novoduguinó | Parámetros climáticos promedio de Novoduguinó | Parámetros climáticos promedio de Novoduguinó | Parámetros climáticos promedio de Novoduguinó |
| Mes                                           | Ene.                                          | Feb.                                          | Mar.                                          | Abr.                                          | May.                                          | Jun.                                          | Jul.                                          | Ago.                                          | Sep.                                          | Oct.                                          | Nov.                                          | Dic.                                          | Anual                                         |
| --------------------------------------------- | --------------------------------------------- | --------------------------------------------- | --------------------------------------------- | --------------------------------------------- | --------------------------------------------- | --------------------------------------------- | --------------------------------------------- | --------------------------------------------- | --------------------------------------------- | --------------------------------------------- | --------------------------------------------- | --------------------------------------------- | --------------------------------------------- |
| Temp. máx. media (°C)                         | -5                                            | -4.1                                          | 1.5                                           | 10.4                                          | 17                                            | 20                                            | 22.8                                          | 21.2                                          | 15.5                                          | 8                                             | 1.8                                           | -2.2                                          | 8.9                                           |
| Temp. media (°C)                              | -7                                            | -6.6                                          | -1.8                                          | 6.1                                           | 12.8                                          | 16.3                                          | 19.1                                          | 17.5                                          | 12.1                                          | 5.6                                           | 0.1                                           | -4                                            | 5.9                                           |
| Temp. mín. media (°C)                         | -9.4                                          | -9.6                                          | -5.5                                          | 1.2                                           | 7.7                                           | 11.7                                          | 14.8                                          | 13.4                                          | 8.5                                           | 3.2                                           | -1.8                                          | -5.9                                          | 2.4                                           |
| Precipitación total (mm)                      | 48                                            | 41                                            | 42                                            | 42                                            | 75                                            | 79                                            | 87                                            | 77                                            | 66                                            | 65                                            | 54                                            | 48                                            | 724                                           |
| Fuente:                                       |                                               |                                               |                                               |                                               |                                               |                                               |                                               |                                               |                                               |                                               |                                               |                                               |                                               |